# Терароса (Гросето)
Терароса је насеље у Италији у округу Гросето, региону Тоскана.
Према процени из 2011. у насељу је живело 50 становника. Насеље се налази на надморској висини од 21 м.